# ディス・ライフ
『ディス・ライフ』はイギリスのポップ・バンド、テイク・ザットの9枚目のスタジオ・アルバム、2023年11月24日にEMIレコーズから移籍後初めて発売された。オリジナルアルバムとしては2017年の『ワンダーランド』以来6年ぶりのアルバム発売になった 。
全英アルバムチャートで初登場1位を記録し、2023年のイギリス人アーティストの発売の中では最も高い初週売り上げを記録した。

## 背景
『ディス・ライフ』の発売は先行シングル「ウィンドウズ」の発売とともに発表され、同時にツアーを行うことも発表された。発表はザ・ラジオ2・ブレイクファスト・ショーの中で「ウィンドウズ」の初公開とともに実施された。ゲイリー・バーロウはアルバムについて「アルバムの多くはジョージア州のサバンナで作られた、だからアルバムはアメリカの南方面の影響が感じられるし、そういった環境が音楽に表れるというのはなんだか変な感じだ。」と語っている。アルバムのその他の部分はナッシュビルやニューヨーク市で録音された。
アルバムに付随して行われるUKツアーは「ディス・ライフ・オン・ツアー」と題され、9月22日に告知。29日にはチケットの販売が開始された。イギリス人の歌手オリー・マーズがサポーティング・アクトとして同行する。2024年3月28日にはシングル「ユー・アンド・ミー」がツアーのプロモーションの為に発売された。

## シングル
- "Windows" - アルバムの発表とともに2023年9月23日に発売。
- "Brand New Sun" - 2023年10月17日に2曲目の先行シングルとして発売。
- "This Life" - 2023年11月3日に3曲目の先行シングルとして発売。
- "You and Me" はデラックス・エディションからファースト・シングルとして2024年3月28日に発売。
- "All Wrapped Up"はデラックス・エディション発売の発表とともに2024年4月26日に発売。

## 商業的成功
全英アルバムチャートでは初登場で首位を獲得し、初週売り上げは2023年にイギリスの音楽家が発売したアルバムの中で最大の売り上げとなる11万枚を記録した、売り上げの内97％をフィジカル・セールスが占めている。『ディス・ライフ』はCD売り上げが10万枚を超え、2023年の中で最大のCD売り上げを記録した。

## デラックス・エディション
2024年4月26日、『ディス・ライフ』のデラックス・エディション発売が発表され、5曲の新曲と5曲のライヴ音源が収録された。このエディションは5月24日に発売された。デラックス・エディションからの先行シングル「ユー・アンド・ミー」は3月28日に発売され、デラックス・エディション発売の告知と同時に「オール・ラップド・アップ」も発売された。デラックス・エディションにはHMV限定のボーナストラックだった「セレニティ」も収録される。

## 収録曲
| 全作詞・作曲: ゲイリー・バーロウ、マーク・オーエン、ハワード・ドナルド、その他は下に特記。 |                                               |                                                                                 |                                                                                 |                       |      |
| #                                                                                          | タイトル                                      | 作詞                                                                            | 作曲・編曲                                                                      | プロデューサー        | 時間 |
| 1.                                                                                         | 「Keep Your Head Up」(lead vocals: Barlow)    | ゲイリー・バーロウ 、 マーク・オーエン 、 ハワード・ドナルド 、その他は下に特記 | ゲイリー・バーロウ 、 マーク・オーエン 、 ハワード・ドナルド 、その他は下に特記 | Ryan Carline          | 3:14 |
| 2.                                                                                         | 「Windows」(lead vocals: Barlow)              | ゲイリー・バーロウ 、 マーク・オーエン 、 ハワード・ドナルド 、その他は下に特記 | ゲイリー・バーロウ 、 マーク・オーエン 、 ハワード・ドナルド 、その他は下に特記 | Dave Cobb Carline [a] | 3:58 |
| 3.                                                                                         | 「This Life」(lead vocals: Barlow)            | Shawn Lee Andy Platts                                                           | Shawn Lee Andy Platts                                                           | Barlow Platts         | 3:48 |
| 4.                                                                                         | 「Brand New Sun」(lead vocals: Owen)          | Jamie Norton Ben Mark                                                           | Jamie Norton Ben Mark                                                           | Jennifer Decilveo     | 4:28 |
| 5.                                                                                         | 「March of the Hopeful」(lead vocals: Donald) | Norton Mark                                                                     | Norton Mark                                                                     | Cobb Carline [a]      | 3:49 |
| 6.                                                                                         | 「Days I Hate Myself」(lead vocals: Barlow)   | ゲイリー・バーロウ 、 マーク・オーエン 、 ハワード・ドナルド 、その他は下に特記 | ゲイリー・バーロウ 、 マーク・オーエン 、 ハワード・ドナルド 、その他は下に特記 | Cobb Carline [a]      | 4:01 |
| 7.                                                                                         | 「The Champion」(lead vocals: Owen)           | Norton Mark                                                                     | Norton Mark                                                                     | Decilveo              | 3:37 |
| 8.                                                                                         | 「We Got All Day」(lead vocals: Barlow)       | ゲイリー・バーロウ 、 マーク・オーエン 、 ハワード・ドナルド 、その他は下に特記 | ゲイリー・バーロウ 、 マーク・オーエン 、 ハワード・ドナルド 、その他は下に特記 | Carline               | 3:05 |
| 9.                                                                                         | 「Mind Full of Madness」(lead vocals: Barlow) | ゲイリー・バーロウ 、 マーク・オーエン 、 ハワード・ドナルド 、その他は下に特記 | ゲイリー・バーロウ 、 マーク・オーエン 、 ハワード・ドナルド 、その他は下に特記 | Cobb Carline [a]      | 4:04 |
| 10.                                                                                        | 「Time and Time Again」(lead vocals: Owen)    | Norton Mark                                                                     | Norton Mark                                                                     | Decilveo              | 4:03 |
| 11.                                                                                        | 「One More Word」(lead vocals: Donald)        | Norton Mark                                                                     | Norton Mark                                                                     | Cobb Carline [a]      | 3:50 |
| 12.                                                                                        | 「Where We Are」(lead vocals: Barlow)         | Tim Woodcock                                                                    | Tim Woodcock                                                                    | Cobb Carline [a]      | 4:30 |
| 合計時間:                                                                                  | 合計時間:                                     | 合計時間:                                                                       | 46:27                                                                           |                       |      |

| #         | タイトル                          | 作詞      | 作曲・編曲 | プロデューサー | 時間 |
| --------- | --------------------------------- | --------- | ---------- | -------------- | ---- |
| 13.       | 「Serenity」(lead vocals: Barlow) | Woodcock  | Woodcock   | Carline        | 3:50 |
| 合計時間: | 合計時間:                         | 合計時間: | 50:17      |                |      |

| #         | タイトル                              | 作詞                             | 作曲・編曲                       | プロデューサー | 時間 |
| --------- | ------------------------------------- | -------------------------------- | -------------------------------- | -------------- | ---- |
| 1.        | 「You and Me」(lead vocals: Barlow)   |                                  |                                  | Stuart Price   | 3:31 |
| 2.        | 「All Wrapped Up」(lead vocals: Owen) | Norton Mark                      | Norton Mark                      | Carline        | 4:00 |
| 3.        | 「The Man I Am」(lead vocals: Donald) | Norton Mark                      | Norton Mark                      | Cobb           | 3:03 |
| 4.        | 「Serenity」(lead vocals: Barlow)     | Woodcock                         | Woodcock                         | Carline        | 3:50 |
| 5.        | 「You and Me」(Acoustic)              |                                  |                                  | Carline        | 3:34 |
| 6.        | 「This Life」(BBC Live Version)       | Lee Platts                       | Lee Platts                       | Dan Roberts    | 3:40 |
| 7.        | 「Brand New Sun」(BBC Live Version)   | Norton Mark                      | Norton Mark                      | Roberts        | 4:39 |
| 8.        | 「Windows」(BBC Live Version)         |                                  |                                  | Roberts        | 4:09 |
| 9.        | 「Patience」(Live at KOKO)            | ジェイソン・オレンジ John Shanks | ジェイソン・オレンジ John Shanks | Carline        | 3:37 |
| 10.       | 「Shine」(Live at KOKO)               | Orange Steve Robson              | Orange Steve Robson              | Carline        | 3:48 |
| 合計時間: | 合計時間:                             | 合計時間:                        | 37:51                            |                |      |

備考
- ^a ボーカル・プロデューサーとして記載

## チャート・パフォーマンス
| チャート (2023)              | 最高 順位 |
| ---------------------------- | --------- |
| オーストリア (Ö3 Austria)    | 39        |
| ベルギー (Ultratop Flanders) | 30        |
| ベルギー (Ultratop Wallonia) | 140       |
| オランダ (MegaCharts)        | 84        |
| ドイツ (Offizielle Top 100)  | 8         |
| Irish Albums (OCC)           | 1         |
| イタリア (FIMI)              | 47        |
| スコットランド (OCC)         | 1         |
| スペイン (PROMUSICAE)        | 10        |
| スイス (Schweizer Hitparade) | 14        |
| UK アルバムズ (OCC)          | 1         |

| チャート (2023) | 順位 |
| --------------- | ---- |
| イギリス (OCC)  | 37   |

## 認定
| 国/地域                          | 認定 | 認定/売上数 |
| -------------------------------- | ---- | ----------- |
| イギリス (BPI)                   | Gold | 100,000     |
| 認定のみに基づく売上数と再生回数 |      |             |